# Centropyge venusta
Centropyge venusta is een straalvinnige vissensoort uit de familie van engel- of keizersvissen (Pomacanthidae). De wetenschappelijke naam van de soort is voor het eerst geldig gepubliceerd in 1969 door Yasuda & Tominaga.